# Stachyris maculata
El timalí maculado (Stachyris maculata) es una especie de ave paseriforme de la familia Timaliidae propia del sudeste asiático. 

## Distribución y hábitat
El timalí maculado se encuentra en el sur de la península malaya, y las islas de Sumatra, Borneo, Belitung y Bangka. Su hábitat natural son los bosques húmedos tropicales de zonas bajas. Está amenazado por la pérdida de hábitat.